# Francesca Pasinetti
Francesca Pasinetti (Monza, 12 agosto 1987) è un'ex ginnasta italiana, membro della Nazionale di ginnastica ritmica dal 2001 al 2007.
Assistente Tecnica Della Squadra Nazionale dal 2008 al 2012.
Ha partecipato ai Campionati Europei del 2003 a Riesa, due medaglie di bronzo, nell'esercizio con 3cerchi/2palle,  ed al concorso generale.
Ai Campionati del mondo di Budapest, due medaglie di Bronzo. Concorso generale e cerchi e palle, 4’ posto 5 nastri.
Ha partecipato ai Campionati Europei del 2006 a Mosca, due medaglie d'argento in entrambe le specialità, medaglia di bronzo nel concorso generale.
Ha partecipato alla Coppa del mondo 2006 di Miè (Giappone) come titolare nell'esercizio ai 5 nastri e come riserva all'esercizio 3 cerchi/4 clavette, vincendo la medaglia di bronzo nell'esercizio ai 5 nastri.
Assistente tecnica ai Campionati del Mondo di qualificazione Olimpica Di Montpellier in Francia nel 2011 dove l’Italia ha preso un oro e due argenti.